# Mount Nebo
Der Mount Nebo ist mit einer Höhe von 3637 Meter der höchste Gipfel der Wasatchkette (englisch Wasatch Range) im US-Bundesstaat Utah. Die Wasatchkette ist Teil der Rocky Mountains.
Der Mount Nebo befindet sich ca. 105 Kilometer südlich der Stadt Salt Lake City und liegt direkt östlich neben der Interstate 15 auf Höhe der Ausfahrt Mona (Exit 233). Der Berg bildet das Herzstück der Mount Nebo Wilderness, einem beliebten Ausflugsziel für Wanderer im Uinta National Forest. In der Nähe des Mount Nebo befinden sich auch die Orte Payson und Nephi, sowie die Stadt Provo. Der Mount Nebo liegt auf dem Gebiet der Utah-Counties Juab und Utah.
Der Mount Nebo wurde benannt nach dem Berg Nebo in Jordanien, der im Alten Testament der Bibel erwähnt wird und dem im christlichen Glauben eine besondere Bedeutung zukommt.
Der Mount Nebo hat zwei Gipfel: den Nordgipfel mit einer Höhe von 3637 Meter und den südlichen Gipfel, der ca. 15 Meter niedriger ist. In der Zeit von Mitte Oktober bis Juli sind die Gipfel meist teilweise oder auch vollständig mit Schnee bedeckt.
Für Autofahrer gibt es eine komfortable Möglichkeit, das Gebiet zu erkunden. Der Mount Nebo Scenic Byway, eine Straße, die zu den National Scenic Byways gehört, führt von Payson über eine Strecke von ca. 70 Kilometer und auf einer Höhe von bis zu 2750 Meter an den beiden Gipfeln östlich vorbei und endet in Nephi. Die Route bietet einen Panoramablick auf den Mount Nebo und das Utah Valley, sowie auf den Utah Lake weit unterhalb. Es gibt zahlreiche Wanderwege entlang der Route, die auch als Ausgangspunkt für Wanderungen auf den Nord- oder den Südgipfel genutzt werden können. Als besondere Wanderung an dieser Straße wird ein Spaziergang zum Devil's Kitchen empfohlen, ein Gebiet das als Mini Bryce Canyon beschrieben wurde.